# Эрдэнэт (компания)
Совместное монголо-российское предприятие «Горно-обогатительный комбинат „Эрдэнэт“» (монг. «Эрдэнэт» үйлдвэр), сокр. СП ГОК «Эрдэнэт» — горно-обогатительный комбинат в городе Эрдэнэт в Монголии.
Является компанией с ограниченной ответственностью (КОО) и одной из крупнейших горнорудных компаний в Азии.

## История
Геологические исследования месторождения Эрдэнэтийн-овоо начались в конце 1950-х годов, а предприятие было образовано в 1974 году.

### Хроника событий

#### Советский период
В 1974 году предприятие основано.
11 июня 1976 года был произведён первый взрыв и начаты вскрышные работы.
В 1976 году выработан первый концентрат.
В 1978 году введена в эксплуатацию первая очередь горно-обогатительного предприятия с мощностью 4 млн т руды в год.
В 1980 году введена в эксплуатацию вторая очередь предприятия с мощностью добычи и переработки 8 млн т руды в год.
В 1981 году введена в эксплуатацию четвёртая очередь предприятия, мощность добычи и переработки руды составила 16 млн т в год.
Введена в эксплуатацию пятая очередь горно-обогатительного предприятия, мощность доведена до 20 млн тонн добычи и переработки руды в год. После ввода в эксплуатацию Обогатительной фабрики произвёден 1 млн тонн меди.

#### Постсоветский период
В 1996 году для транспортировки руды и вскрыши в карьере начали применять автосамосвалы грузоподъёмностью 136 тонн фирмы Катерпиллар США и автосамосвалы марки БелАЗ-7512 Белорусского автомобильного завода грузоподъёмностью 120 тонн, которые заменили автосамосвалы БелАЗ-548 грузоподъёмностью 40 тонн.
.
С 1997 года производство концентрата меди с содержанием 2 млн тонн меди.
В 2001 году с полным завершением технического обновления первой сдвоенной секции, её мощность переработки достигла до 10 млн тонн руды в год.
В 2002 году на Автотранспортном предприятии начали применять автосамосвал БелАЗ-75145 грузоподъёмностью 130 тонн.
В 2003 году «Эрдэнэт» планировал выпустить около 485 000 медного концентрата.

##### Покупка ЗАО «Эрдэнэт металл»
В 2007 году предприятие по выпуску стальных шаров «Эрдэнэт металл» перешло во владение горно-обогатительного комбината «Эрдэнэт». Доля монгольской стороны в «Эрдэнэт металл» составляла 51 процент, швейцарских инвесторов — 49 процентов. Выкупив акции Швейцарии, ГОК приобрёл себе ещё один цех.
Директор предприятия «Эрдэнэт металл» Б. Баатарсух сообщил:
В этом году мы планируем выпустить 24 тысячи тонн стальных шаров. На сегодня уже изготовлено 18 тысяч тонн продукции, оставшуюся часть выпустим к концу этого годаБ. Баатарсух, 2007 год
В 2008 году началась работа по созданию предприятия при ГОК «Эрдэнэт» по переработке медного концентрата с мощностью выпуска 50-70 тыс. т рафинированной меди в год, с расчётным началом эксплуатации в 2010 году.
В 2009 году «Эрдэнэт» добыл и переработал самый большой объём руды за всю историю своей работы в течение 31 года — 26 млн тонн.
В 2010 году руководство комбината пожертвовало 800 млн тугриков в качестве помощи скотоводам 12 аймаков, где сложилась особенно тяжёлая ситуация с зимовкой. Генеральный директор Ч. Ганзориг передал главе Госкомиссии по чрезвычайным ситуациям М. Энхболду однодневную зарплату рабочих — 150 млн тугриков. Также руководство предприятия решило выделить оказавшимся в зоне бедствия провинциям по 50 млн тугриков Фабрика обработала 25 млн 650 тысяч тонн руды. Кроме этого старое оборудование было заменено на новое и введены современные технологии.
В 2016 году Ростех продал монгольской компании «Монгольская медь» акции компании «Эрдэнэт». Собственники Монгольской меди» неизвестны.  В 2018 году правительство Монголии изъяло акции ГОК «Эрдэнэт» и Монголросцветмет». В результате расследования по подозрению в отмывании средств, полученных преступным путем, «Монгольская медь» сообщила, что около 72 % денег на покупку акций она получила в кредит от государства, а остальную часть — от Банка торговли и развития. В марте 2019 года было введено чрезвычайное положение на предприятии сроком на 6 месяцев.

## Производственная структура предприятия
Из добываемой открытым способом на этом месторождении руды на обогатительной фабрике производят медно-молибденовый концентрат. Разведанных запасов месторождения Эрдэнэтийн-овоо по оценкам хватит до 2060 года.

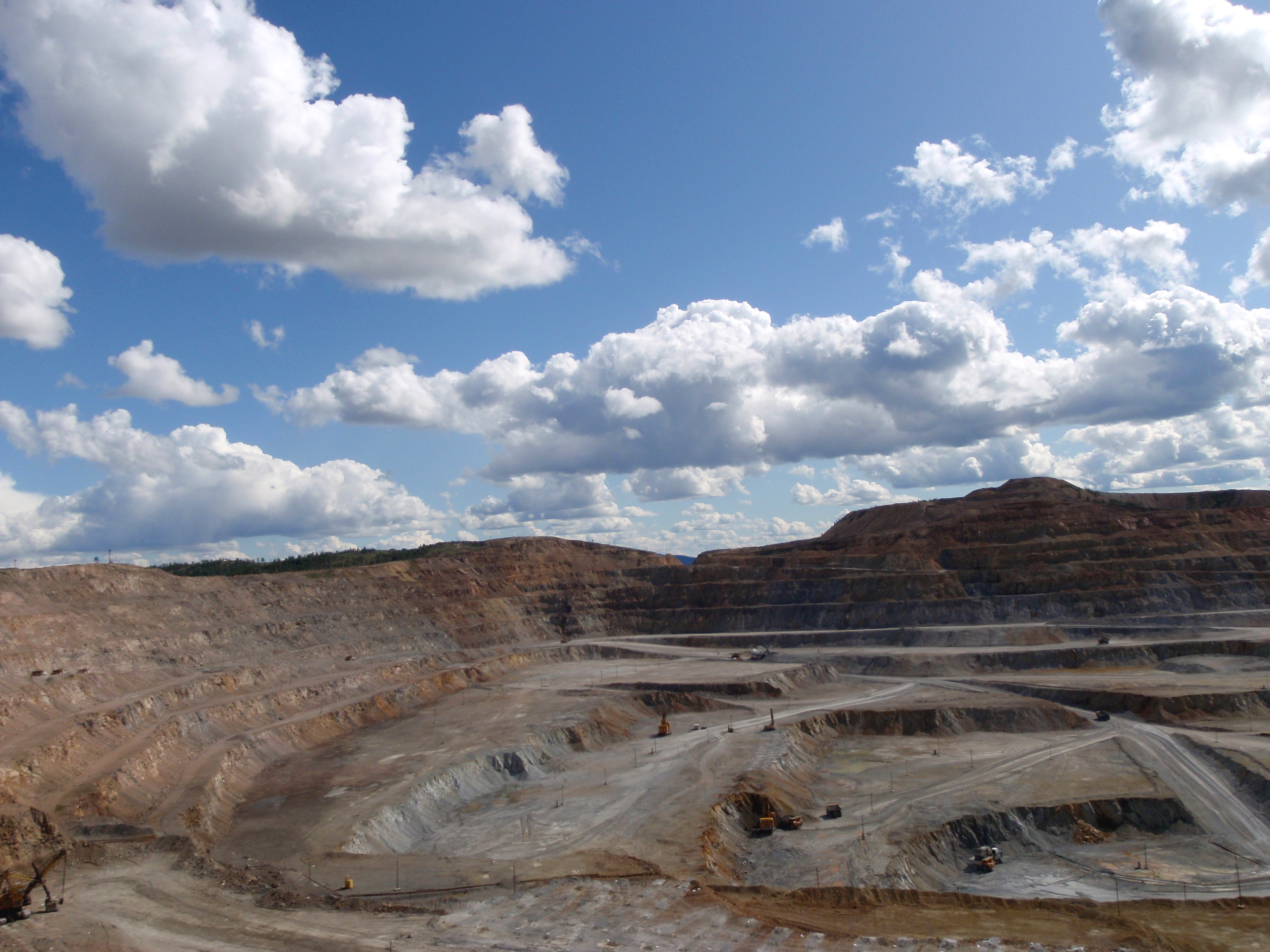
Рудник открытых работ, 19 августа 2009 года

В состав предприятия входит четыре основных подразделения:
- РОР (рудник открытых работ), где производится добыча руды;
- АТП (автотранспортное предприятие), занимающееся в основном транспортировкой руды на обогатительную фабрику;
- ОФ (обогатительная фабрика), где производится обогащение добытой в карьере руды и выпуск конечной продукции предприятия: медного и молибденового концентрата;
- РМЗ (ремонтно-механический завод), обслуживающий все основные производственные подразделения предприятия.

Кроме того, в структуру предприятия входят теплоцех, энергоцех, электроцех, цех технологической автоматики и вычислительной техники, обеспечивающие бесперебойную работу основных технологических подразделений, геологоразведочная партия, железнодорожный цех.
ГОК Эрдэнэт имеет несколько дочерних предприятий, которые в основном также связаны с деятельностью основного предприятия:
- КОО РСЦ (ремонтно-строительный цех), являющееся главной строительной организацией для предприятия и города Эрдэнэт[30];
- КОО «Эрдмин» — совместное предприятие ГОКа Эрдэнэт и американской компании RCM, являющееся опытным предприятием по выпуску чистой катодной меди из забалансовых и складских рудных отвалов КОО Эрдэнэт[31];
- КОО «Эрдсулж» — предприятие по выпуску одежды, в основном рабочей одежды для работников предприятия[32].

Также с 2007 года владеет предприятием по выпуску стальных шаров «Эрдэнэт металл».
Состав рабочих и специалистов традиционно с самого начала работы предприятия включает представителей стран-учредителей. До 1991 года на предприятии работали рабочие и специалисты МНР и СССР. После 1991 года на предприятии работают рабочие и специалисты, представляющие монгольскую и российскую стороны. Кроме граждан Монголии на предприятии с российской стороны трудятся граждане России, Казахстана, Украины, Армении, Узбекистана, Азербайджана, Белоруссии и Кыргызстана.
Предприятие несколько раз получало престижные награды, в том числе названо лучшей хозяйственной единицей и заняло 1 место в конкурсе «ТОП-100 компаний Монголии».
Штаб-квартира компании расположена на площади Амара в городе Эрдэнэт.
Сотрудничает с некоторыми другими крупными горнорудными компаниями, в том числе с ГМК «Норильский никель», обладающей собственной сырьевой базой, и Уральской горно-металлургической компанией, испытывающей дефицит медного сырья.

## Собственники и руководство
Первоначально доля монгольской стороны в уставном капитале совместного предприятия составляла 49 %, а СССР — 51 %. В результате договора от 1992 года это стало зеркально наоборот.
На конец 2010 года, номинально:
- 51 % акций компании владеет Монголия;
- 49 % акций комбината владеет Россия[38].

С конца 2015 года доля участия России в СП КОО «Эрдэнэт» находилась в управлении российской госкорпорации «Ростех».
С 2007 года Монголия претендовала на 62 % акций комбината. В 2016 году «Ростех» подписала соглашение о продаже 49 % акций Монгольской медной компании 49 % акций в совместных российско-монгольских горнорудных предприятиях «Эрдэнэт» и «Монголросцветмет». Таким образом комбинат стал полностью монгольским.

### Руководство
Предприятием управляет совет директоров.
Генеральный директор компании с 2013 года - Ц. Даваацэрэн. По данным 2016 года, управляющий состав предприятия многонационален:
- Первый заместитель генерального директора — Кутлин Борис Алексеевич.
- Заместитель генерального директора по производству — Д. Даваасамбуу
- Заместители по экономическим и коммерческим вопросам — Б. Алтанхуяг и Х. Олзий-Орших[42]
- По развитию и социальным вопросам — Б. Намхайнямбуу и С. Сувдаа[43].

Начальник предприятия по выпуску стальных шаров «Эрдэнэт металл», которое перешло во владение горно-обогатительного комбината «Эрдэнэт» — Б. Баатарсух.

## Показатели работы предприятия
В настоящее время на горно-обогатительном комбинате добывается в год более 31 млн тонн руды(на 2007 год 25 млн тонн) и производится из неё 530 000 тонн медного концентрата и около 4500 тонн молибденового концентрата, который экспортируется во множество стран: в Россию, Казахстан, Японию, Китай, США, Южную Корею, Швейцарию.
Доля предприятия в ВВП Монголии составляет 13,5 %, что выводит Монголию в десятку ведущих стран мира по экспорту концентрата меди и молибдена. На предприятии трудится более 6 тыс. человек.

## Рейтинги
- 1 место в конкурсе «ТОП-100 компаний Монголии»[51].
- ГОК «Эрдэнэт» назван лучшей хозяйственной единицей на прошедшей в Лондоне церемонии вручения международной премии Европейской ассамблеи бизнеса. Кроме того, директор предприятия Ч. Ганзориг удостоен премии лучшего менеджера 2010 года[52].

## Состав и численность работающих на комбинате

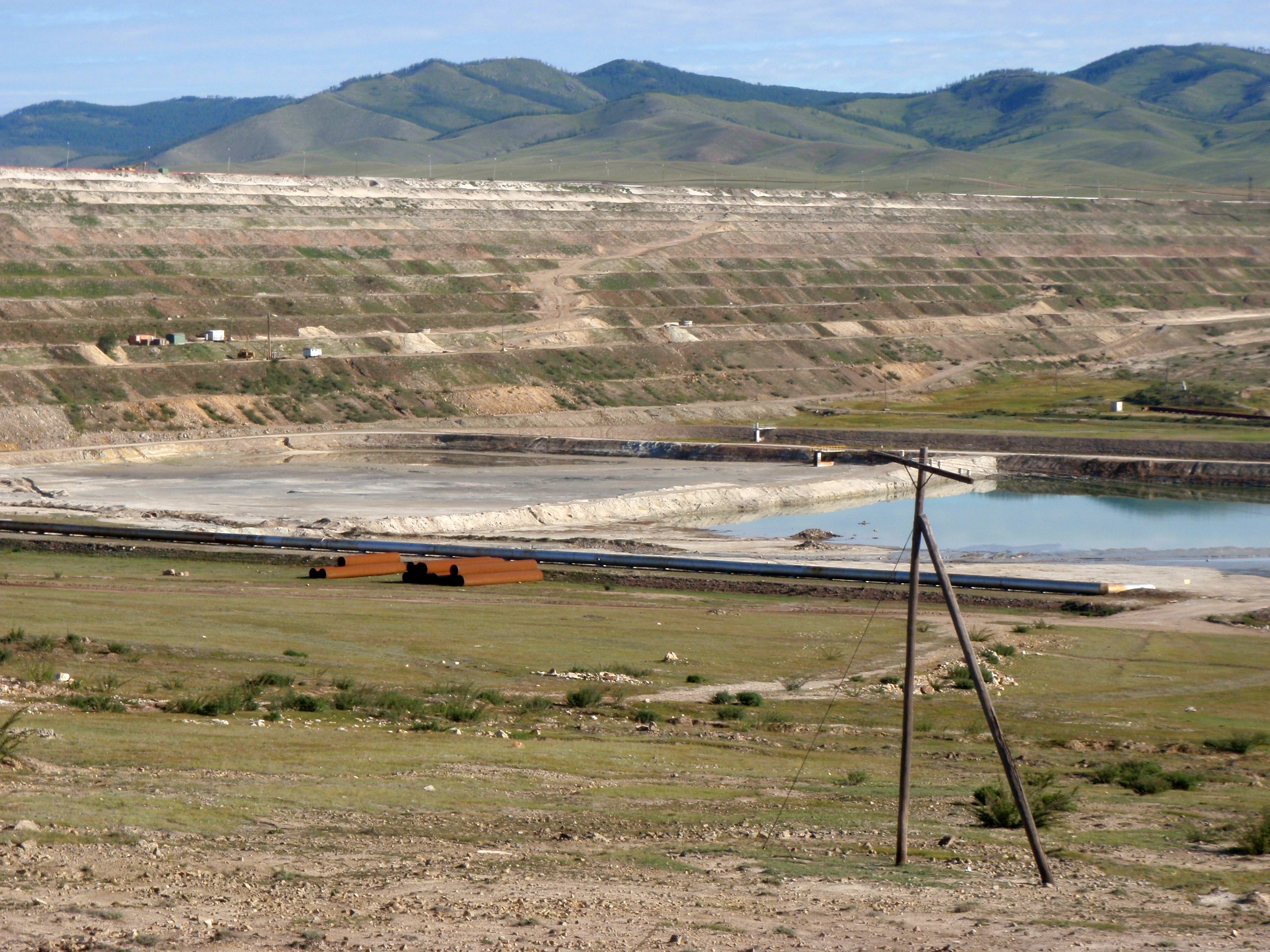
Отвалы пустой породы и хвостохранилище

### 1999—2000 годы
Состав рабочих на комбинате довольно многонационален.
На 1 января 2000 года общая численность работников предприятия составила 6604 человека, из них 5488 человек представляют Монголию, а 1072 человека — сторону СНГ, причем: из России — 558 человек (52,1 %), Казахстана — 327 человек (30,5 %), Украины — 162 человека (15, %), а остальные 25 человек (2,3 %) — граждане Армении, Узбекистана, Азербайджана, Белоруссии и Кыргызстана.
В управлении ГОК «Эрдэнэт» в 1999 году принимало участие 192 человека, из них Монголию представляли 153 человека (79,7 %), российскую сторону — 39 человек (20,3 %); а в 2000 году — 197 человек, из них монголы — 156 человек (79,2 %), русские — 41 человек (20,8 %).

### 2001 год
По состоянию на 1 января 2001 года численность рабочих составляла 6518 человек, в том числе на долю Монголии приходилось 5485 человек, а на граждан России и СНГ — 1033 человека (15,8 %), из них: из России — 542 человека (52,5 %), Казахстана — 311 (30,1 %), Украины — 155 (15,0 %) и 25 человек (2,4 %) — граждане Армении, Узбекистана, Азербайджана, Белоруссии и Кыргызстана..

## Социальная инфраструктура предприятия

### Спорткомплекс

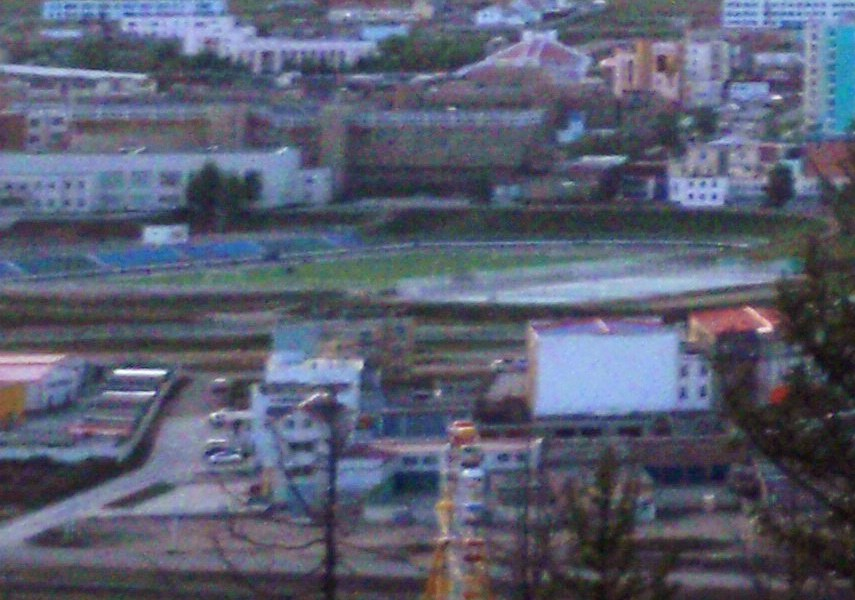
Стадион «Хангарьд» со вместимостью 2000 человек, второй по вместимости и самый современный стадион Монголии

Владельцем спортивного комплекса в городе Эрдэнэт также является предприятие Эрдэнэт. Комплекс состоит из нескольких подразделений: Плавательный бассейн «Хилэм» (вместимость 45 человек), Большой спортивный зал (вместимость 200 человек), стадион «Хангарьд» (вместимость 2000 человек), лыжная база «Сархиа» (способна обслуживать 300 человек в час), каток для хоккея, корты для легкой атлетики, тенниса, залы для борьбы, бокса, дзюдо, гимнастики, настольного тенниса, бодибилдинга, шахмат, тяжелой атлетики, бильярда, гостиница, сауна, клинический и контрольный кабинет, химико-бактериологическая лаборатория, соответствующие международному стандарту.
Более 3000 человек занимаются в 25 видах спорта и участвуют в местных, региональных и международных турнирах в комплексе. Спортсмены, занимавшиеся в комплексе, завоевали в общем числе 2500 медалей. В спорткомплексе воспитывались 2 заслуженных тренера, 3 заслуженных спортсмена, 18 мастеров международного класса и 81 мастер спорта.

## Перспективы развития
- На территории горно-обогатительного комбината планируется построить парк-музей «Наше предприятие».[58][59]

## Образ в культуре

### В кинематографе
- «Яма» — в турецком драматическом телевизионном сериале 2017-2020 годов монгольская компания Эрдэнэт Холдинг и якобы управляющая ей одноимённая семья являются одной из двух сторон конфликта в третьем сезоне сериала.[60]

## География
Карьер предприятия расположен в 340 км к северо-западу от столицы страны города Улан-Батора, в 180 км западнее города Дархана, в 60 км к северу от центра Булганского аймака, а также в 140 км от государственной границы Российской Федерации и в 6 км от центра города Эрдэнэт. Предприятие имеет железнодорожные связи с Восточно-Сибирской железнодорожной сетью через город Наушки и с Китайской железнодорожной сетью через Эрэн-Хото.
|                                                |                      |              |                                           |                                            |
| Конвейер обогатительной фабрики ГОКа «Эрдэнэт» | Конвейерная эстакада | КОО «Эрдмин» | Дизельный локомотив железнодорожного цеха | На обогатительной фабрике, 19 августа 2009 |